# Стеванович, Владимир
Владимир Стеванович (серб. Владимир Стевановић; 4 декабря 1947, Белград — 19 марта 2024, там же) — югославский и сербский биолог, ботаник, эколог и биогеограф, профессор университета, академик Сербской академии наук и искусств (САНУ).
Родился в семье военного.
В 1972 году окончил бакалавриат по биологии на факультете естественных наук и математики Белградского университета. После этого служил в армии в Горни-Милановаце, а затем вернулся в университет.
Преподавал и вёл научную деятельность на кафедре экологии растений и фитогеографии Института ботаники биологического факультета:
- 1974—1985 ассистент;
- 1986—1993 помощник профессора;
- 1993—1998 ассоциированный профессор;
- с 1998 полный профессор;
- 1989—2011 заведующий кафедрой.

Доктор биологических наук (1986), тема диссертации «Экология, фитоценология и флористическая структура степной растительности Фрушка-Горы».
На очной форме обучения, в магистратуре и докторантуре преподавал следующие предметы: «Экология и география растений», «Экосистемы Балканского полуострова», «Сохранение биоразнообразия», «Экология растительности», «Флора и растительность Балканского полуострова». Также читал лекции на географическом факультете Белградского университета, в университетах в Нови-Саде и Баня-Луке.
Участвовал в нескольких международных экспедициях: в Андалузию, Мурсию и Альмерию (июнь-июль 1988), в Швейцарские Альпы (июнь 1991), на Пелопоннес (июнь-июль 1995), в Армению (июнь 1996), в Южную Финляндию (июль 1997).
Обнаружил и описал 10 новых видов балканской флоры.
Опубликовал около 150 профессиональных работ, в том числе монографию «Биоразнообразие Югославии», написанную в 1995 году совместно с Воиславом Васичем, директором Музея естественной истории.
Характеризовал себя как «не ярого сторонника защиты природы, а сторонника умеренности и устойчивости».
С 2 ноября 2006 года член-корреспондент, с 1 ноября 2012 года действительный член Сербской академии наук и искусств (отделение химических и биологических наук).
Был женат на Бранке Стеванович, также работавшей биологом на том же факультете. Двое детей.
Сочинения:
- В. Стевановић, В. Васић, Биодиверзитет Југославије са прегледом врста од међународног значаја, Бг 1995; V. H. Heywood (ed.), Global Biodiversity Assessment, Cambridge 1995
- Vladimir Stevanović: Analysis of the CentraI European and Mediterranean orophytic element on the mountains of the W. and Central Balkan Peninsula, with special reference to endemics. In: Bocconea. Band 5, 1996, S. 77–97